# Andrew Gross (Komponist)
Andrew Ryan Gross (* 30. September 1969 in Los Angeles, Kalifornien) ist ein US-amerikanischer Komponist.

## Biografie
Andrew Ryan Gross wuchs in seiner Heimatstadt Los Angeles auf. Im Alter von fünf Jahren begann er mit dem Pianospiel. Mit 12 Jahren spielte er zum ersten Mal in einer Band mit. Nach seinem Schulabschluss studierte er an der renommierten Crossroads School, der Manhattan School of Music und der University of Southern California. Im Alter von 25 Jahren debütierte als Filmkomponist. Nachdem er eine Staffel für die Sitcom King of Queens komponierte, war vor allen Dingen für die Musik von Komödien wie Die Hochzeitsfalle, Kings of Rock – Tenacious D und Girls United – Gib Alles! verantwortlich.
Für seine Arbeit an King of Queens wurde Gross in den Jahren 2001 bis 2004 jeweils mit einem BMI TV Music Award ausgezeichnet.

## Filmografie (Auswahl)
- 1996: Bud und Doyle: Total Bio, garantiert schädlich (Bio-Dome)
- 1997: Kopflos – 8 Köpfe im Koffer (8 Heads in a Duffel Bag)
- 1998–1999: King of Queens (The King of Queens, Fernsehserie, 26 Folgen)
- 1998: Liebe per Express (Overnight Delivery)
- 2002: All I Want (Try Seventeen)
- 2002: Die Hochzeitsfalle (Buying the Cow)
- 2003: Almost Legal – Echte Jungs machen’s selbst (National Lampoon's Barely Legal)
- 2006: Der Prinz & ich – Die königliche Hochzeit (The Prince & Me II: The Royal Wedding)
- 2006: Kings of Rock – Tenacious D (Tenacious D in The Pick of Destiny)
- 2008: Der Prinz & ich – Königliche Flitterwochen (The Prince & Me 3: A Royal Honeymoon)
- 2009: Girls United – Gib Alles! (Bring It On: Fight to the Finish)